# Martin Horáček
Martin Horáček (* 21. Juni 1980 in Ivančice, Tschechoslowakei) ist ein tschechischer Fußballspieler.

## Karriere
Nach den Stationen Zeman Rosice und FC Ivančice wechselte Horáček 1999 zum FC Roubina Dolní Kounice, für den er die nächsten drei Saisons spielte. Von 2002 bis 2006 stand der Abwehrspieler beim Erstligisten FK Chmel Blšany unter Vertrag.
Nachdem er mit FK Blšany 2006 aus der ersten Liga abgestiegen war, wechselte Horáček zu Sigma Olomouc. Nach einem halben Jahr dort wurde er im Januar 2007 zum deutschen Zweitligisten Eintracht Braunschweig ausgeliehen, der ihn im Rahmen der Kampagne „Elf Neue für die zweite Liga“ verpflichtete. Mit dieser Kampagne wollte der Verein den drohenden Abstieg in die Regionalliga verhindern, stieg am Saisonende aber dennoch ab. Im Juni 2007 unterschrieb Horáček in Braunschweig einen neuen bis 2010 laufenden Vertrag und kehrte nicht nach Olomouc zurück. Er wurde Anfang 2008 in die zweite Mannschaft von Eintracht Braunschweig versetzt, nachdem seine Leistung nicht den Erwartungen des damaligen Trainers Benno Möhlmann entsprochen hatte. Am 12. August 2008 wurde sein Vertrag aufgelöst.
Anfang Oktober 2008 wechselte Horáček zum FK Bohemians Prag.